# BMSG
 (juin 2024).
La mise en forme du texte ne suit pas les recommandations de Wikipédia : il faut le « wikifier ».
Les points d'amélioration suivants sont les cas les plus fréquents. Le détail des points à revoir est peut-être précisé sur la page de discussion.
- Les titres sont pré-formatés par le logiciel. Ils ne sont ni en capitales, ni en gras.
- Le texte ne doit pas être écrit en capitales (les noms de famille non plus), ni en gras, ni en italique, ni en « petit »…
- Le gras n'est utilisé que pour surligner le titre de l'article dans l'introduction, une seule fois.
- L'italique est rarement utilisé : mots en langue étrangère, titres d'œuvres, noms de bateaux, etc.
- Les citations ne sont pas en italique mais en corps de texte normal. Elles sont entourées par des guillemets français : « et ».
- Les listes à puces sont à éviter, des paragraphes rédigés étant largement préférés. Les tableaux sont à réserver à la présentation de données structurées (résultats, etc.).
- Les appels de note de bas de page (petits chiffres en exposant, introduits par l'outil «  Source ») sont à placer entre la fin de phrase et le point final[comme ça].
- Les liens internes (vers d'autres articles de Wikipédia) sont à choisir avec parcimonie. Créez des liens vers des articles approfondissant le sujet. Les termes génériques sans rapport avec le sujet sont à éviter, ainsi que les répétitions de liens vers un même terme.
- Les liens externes sont à placer uniquement dans une section « Liens externes », à la fin de l'article. Ces liens sont à choisir avec parcimonie suivant les règles définies. Si un lien sert de source à l'article, son insertion dans le texte est à faire par les notes de bas de page.
- La présentation des références doit suivre les conventions bibliographiques. Il est recommandé d'utiliser les modèles {{Ouvrage}}, {{Chapitre}}, {{Article}}, {{Lien web}} et/ou {{Bibliographie}}. Le mode d'édition visuel peut mettre en forme automatiquement les références.
- Insérer une infobox (cadre d'informations à droite) n'est pas obligatoire pour parachever la mise en page.

Pour une aide détaillée, merci de consulter Aide:Wikification.
Si vous pensez que ces points ont été résolus, vous pouvez retirer ce bandeau et améliorer la mise en forme d'un autre article.

BMSG est une agence musicale japonaise créée en 2020 par Mitsuhiro Hidaka, qui en est l'actuel PDG. Les labels des artistes travaillant pour BMSG sont B-ME, co-fondé avec Avex Entertainment, BE-U co-fondé avec Universal Music et le propre label de BMSG, Bullmoose Records.

## Politique de BMSG
La politique de BMSG est basée sur le slogan « Pour empêcher les talents de mourir » (japonais : 才能を殺さないために), le label est fondé dans le but de créer un environnement où les artistes peuvent développer leurs talents à leur manière et qui offre de nouvelles possibilités à la musique japonaise .
Le nom BMSG provient de « Be MySelf Group », que l'on peut traduire par « groupe où l'on peut être soi-même ». Ce sigle a une deuxième signification qui est « Brave, Massive, Survive, Groove » (« Courageux, massif, survivre, groove »).

## Histoire
Le 18 septembre 2020, à l'occasion de son émission diffusée en direct sur Youtube : SKY-HI Jikka One Man -Family Homesession le rappeur SKY-HI, membre du groupe d'idoles AAA, annonce vouloir créer un label de gestion musicale appelé BMSG et son label commun avec Avex Entertainment : B-ME. Il annonce également que le rappeur Novel Core sera le 1er artiste à signer avec la société. Le 16 octobre de la même année, Novel Core fait ses débuts majeurs sous BMSG grâce à son single SOBER ROCK sur lequel intervient SKY-HI.
Le 2 avril 2021, la diffusion de THE FIRST, la 1re émission d'audition de BMSG, commence sur Hulu. Le 3 novembre de la même année, le boys band issu de ce programme fait ses débuts en tant que deuxième recrue du label sous le nom de « BE:FIRST » avec leur 1er single Shining One. Ce groupe est composé de sept membres. SKY-HI offre aussi un contrat d’artiste au finaliste Aile The Shota et des contrats de « TRAINEE » aux finalistes RAN, REIKO et RUI (11e). Plus tard dans l’année, edhiii boi, qui a été éliminé lors du troisième tour de l’audition, se voit également offrir un contrat d’artiste après avoir envoyé des démos de ses propres chansons à SKY-HI.
En 2022, BMSG organise le Shibuya Jack, un évènement où ils accrochent des affiches dans tout Shibuya mettant en scène les artistes de BMSG. Celles-ci ont un message caché que les fans doivent découvrir. Sur certaines affiches, des caractères sont écrits en rouge et assemblés, ils forment la phrase « Ce jour est une nouvelle scène de rêve que nous créerons » (その日は僕らでつくる新しい夢). Cela est un présage du futur festival de musique organisé par l'entreprise, le BMSG FES'22. Ensuite, BMSG annonce que l'emplacement des affiches contient aussi une information qui sera très vite découverte par les fans, une date. En reliant les coordonnées de chaque affiche on trouve « 9/17 », soit le 17 septembre 2022. Plus tard, il est officiellement annoncé que l'évènement aura lieu le 17 et le 18 septembre dans la forêt de conifères Fuji-Q Highland dans la préfecture de Yamanashi .
Le 22 novembre 2022, SKY-HI annonce qu'il crée conjointement avec Universal Music le label BE-U et qu'il lance le nouveau groupe MAZZEL au printemps 2023. Il est également annoncé que le finaliste de THE FIRST et « TRAINEE » RAN rejoindra le groupe. Afin de trouver d'autres garçons pour faire partie du groupe, il organise la deuxième audition de BMSG : MISSION x2. L'année suivante, le 17 mai 2023, le groupe nouvellement formé MAZZEL fait ses débuts.
Le 20 février 2023, le siège social déménage à Shibuya, à Tokyo.
Le 4 novembre 2023, BMSG annonce son implication dans la gestion du projet de girls band de Chanmina No No Girls qui doit voir le jour en 2024. Il sera dirigé par le nouveau label de production B-RAVE de BMSG.

## Artistes affiliés

### Artistes solos
- SKY-HI (18 septembre 2020 -)
- Novel Core (16 octobre 2020 -)
- Aile The Shota (5 janvier 2022 -)
- edhiii boi (12 janvier 2022 - )
- REIKO (2023 - )

### Groupes
- BE:FIRST (3 novembre 2021 -) composé de :
  - Ikegame Junon,
  - Kamimura Reo,
  - Miyama Ryoki,
  - Shimao Sota,
  - Hirose Manato,
  - Kubo Shunto,
  - Kuroda Ryuhei

- MAZZEL (17 mai 2023 -) composé de :
  - Obayashi Kairyu,
  - Kida Naoya,
  - Furuie Ran,
  - Ajiro Seito,
  - Maekawa Ryuki,
  - Kawaberi Takuto,
  - Suzuki Hayato ,
  - Sano Eiki

- HANA composé de :
  - Lee Ji Soo
  - Takabatake Momoka
  - Tariki Chika
  - Fujii Naoko
  - Ino Koharu
  - Yuri
  - Mahina

### Stagiaires («TRAINEES»)
- RUI
- TAIKI
- KANON[11]

## Discographie

### Singles
- New Chapter par BMSG All-Stars (18 septembre 2022) [12]
- The Sun from the East par BMSG East (18 septembre 2023)
- The Sun from the West par BMSG West(18 septembre 2023)

### Vidéos
- BMSG ALLSTARS « BMSG FES'23 » (31 janvier 2024)[13]